# Adreus fascicularis
Adreus fascicularis is een sponssoort in de taxonomische indeling van de gewone sponzen (Demospongiae) en behoort tot de familie Hemiasterellidae. De wetenschappelijke naam van de soort werd in 1866 voor het eerst geldig gepubliceerd door James Scott Bowerbank.

## Beschrijving
Adreus fascicularis is ren rechtopstaande, slanke spons, tot ongeveer 12 cm hoog die bestaat uit een groep puntige, cilindrische takken die aan de basis zijn bevestigd. De takken kunnen samenvloeien en een geweiachtig uiterlijk krijgen. Het oppervlak is glad, zonder uitstekende spicules en de oscules zijn klein en onopvallend. Het is geel van kleur met bruine vlekken. Er zijn strepen op het oppervlak die zichtbaar zijn in verzamelde exemplaren. Het lichaam van de spons bestaat uit kiezelnaalden en sponginevezels, en is in staat om veel water op te nemen. 

## Verspreiding
Adreus fascicularis is een zuidelijke soort op de Britse Eilanden, de meeste beschrijvingen komen uit het westelijke Engelse Kanaal.